# Carl Maier & Cie
Die Carl Maier & Cie (Abkürzung CMC), oder auch Carl Maier, Fabrik elektrischer Apparate, ist ein Schweizer Unternehmen mit Sitz in Schaffhausen, das elektrische Schaltanlagen und Sicherungssysteme für den Niederspannungsbereich produziert.
Nach der Übernahme durch ABB 1992 wurde der Geschäftsbetrieb zunächst als ABB CMC Carl Maier AG fortgeführt.
2001 ging die CMC schliesslich vollständig auf die ABB Schweiz AG über und gehört heute zur Division Smart Buildings innerhalb des Geschäftsbereichs Elektrifizierung.

## Geschichte
Am 1. November 1909 gründete der damals 32-jährige Carl Maier in Schaffhausen seine „Fabrik elektrischer Apparate“. 1923 erfolgte anlässlich einer Kapitalbeteiligung des Ingenieurs Ernst Hauser die Umfirmierung in Carl Maier & Cie (kurz CMC).
Das Fabrikationsprogramm umfasste von Anfang an eine breite Palette von elektrischen Schalt- und Schutzapparaten im Hoch- und Niederspannungsbereich.
In den ersten Prospekten von 1910 wurden verschiedene Ölschalter für Spannungen bis 15 000 Volt und Ströme bis 500 Ampere sowie Motorschaltkästen angeboten.

Carl Maier, Schaffhausen (Katalog für Ölschalter von 1910)

Schon im November 1910 konnte das neue Fabrikgebäude im Schaffhauser Industriegebiet Ebnat bezogen und die Produktion in grösserem Stile aufgenommen werden.
Die CMC war über Jahrzehnte an zahlreichen Projekten zur Elektrifizierung der Schweizerischen Bundesbahnen beteiligt:
- um 1915: Kraftwerk Eglisau, Kommandosaal,[6]
- um 1916: Kraftwerk Massaboden, gesamte Schaltanlagen
- um 1920: Kraftwerk Ritom, grössere Schaltanlagen[7]

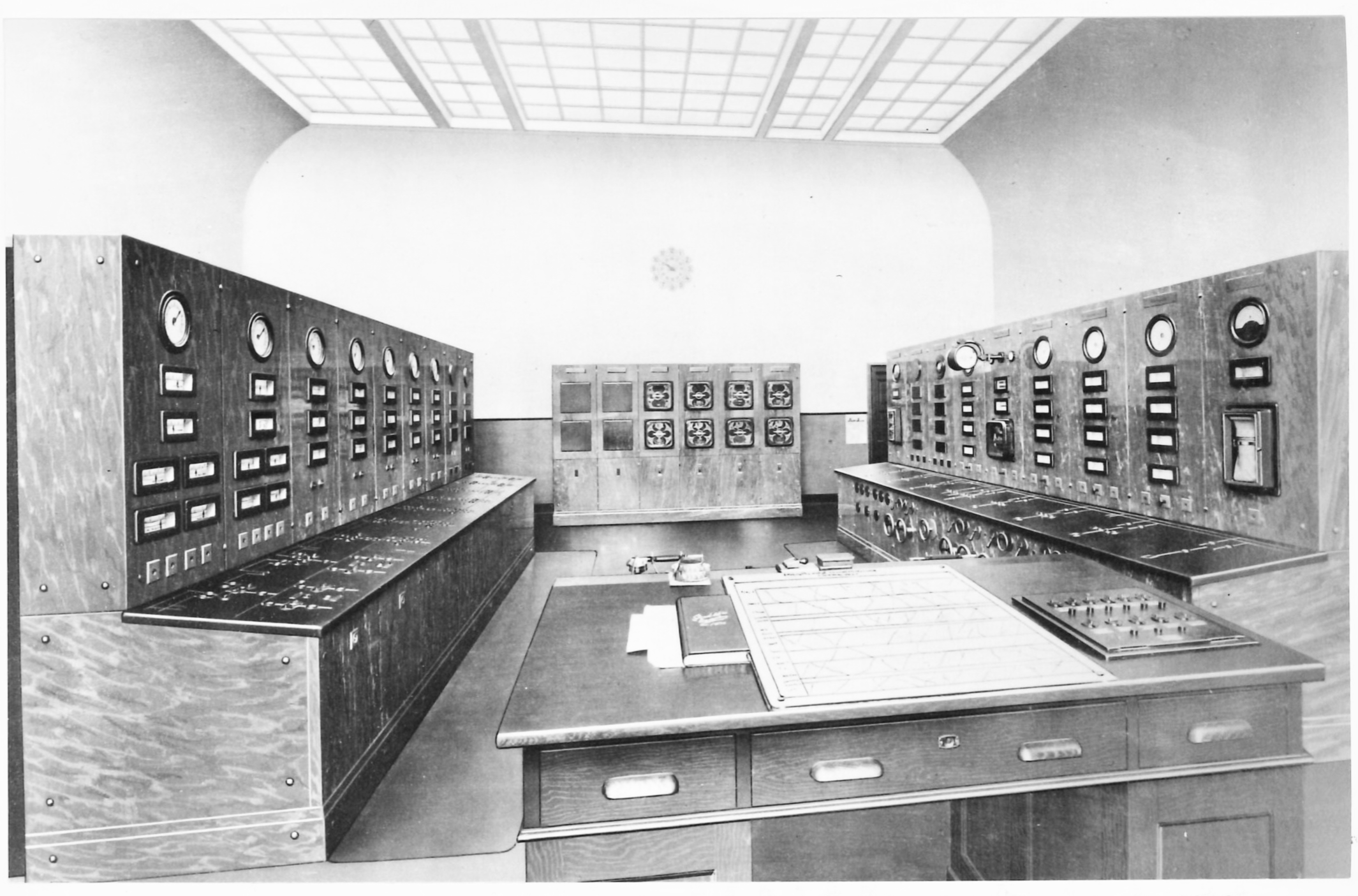
Kraftwerk Ritom mit Schaltanlagen von CMC (erbaut 1919)

- um 1922: Kraftwerk Amsteg, grössere Schaltanlagen

Die CMC lieferte auch Schaltanlagen für den Kommandoraum und den Maschinensaal beim Neubau des Elektrizitätswerk Schaffhausen.
Seit 1962 entwickelt und produziert CMC elektromagnetische Relais, sogenannte Magnetauslöser, die bei Unregelmässigkeiten im Stromfluss den Stromkreis unterbrechen. Die aktuelle Version MA7 ist das zentrale Bauteil aller Fehlerstromschutzschalter von ABB.
1980 führte CMC den ersten Hochleistungs-Leitungsschutzschalter S500 ein, der elektrische Installationen sicherer machte. Die heutige S800-Baureihe von ABB setzt diese Innovation fort mit kompakten, leistungsstarken Lösungen für Industrie und erneuerbare Energien.
1988 stellte CMC auf der Ineltec und der Hannover Messe erstmals SMISSLINE vor, das weltweit erste Stecksockelsystem, bei dem Geräte und Komponenten ohne zusätzliche Schutzausrüstung unter Spannung aufgesteckt und entnommen werden können.

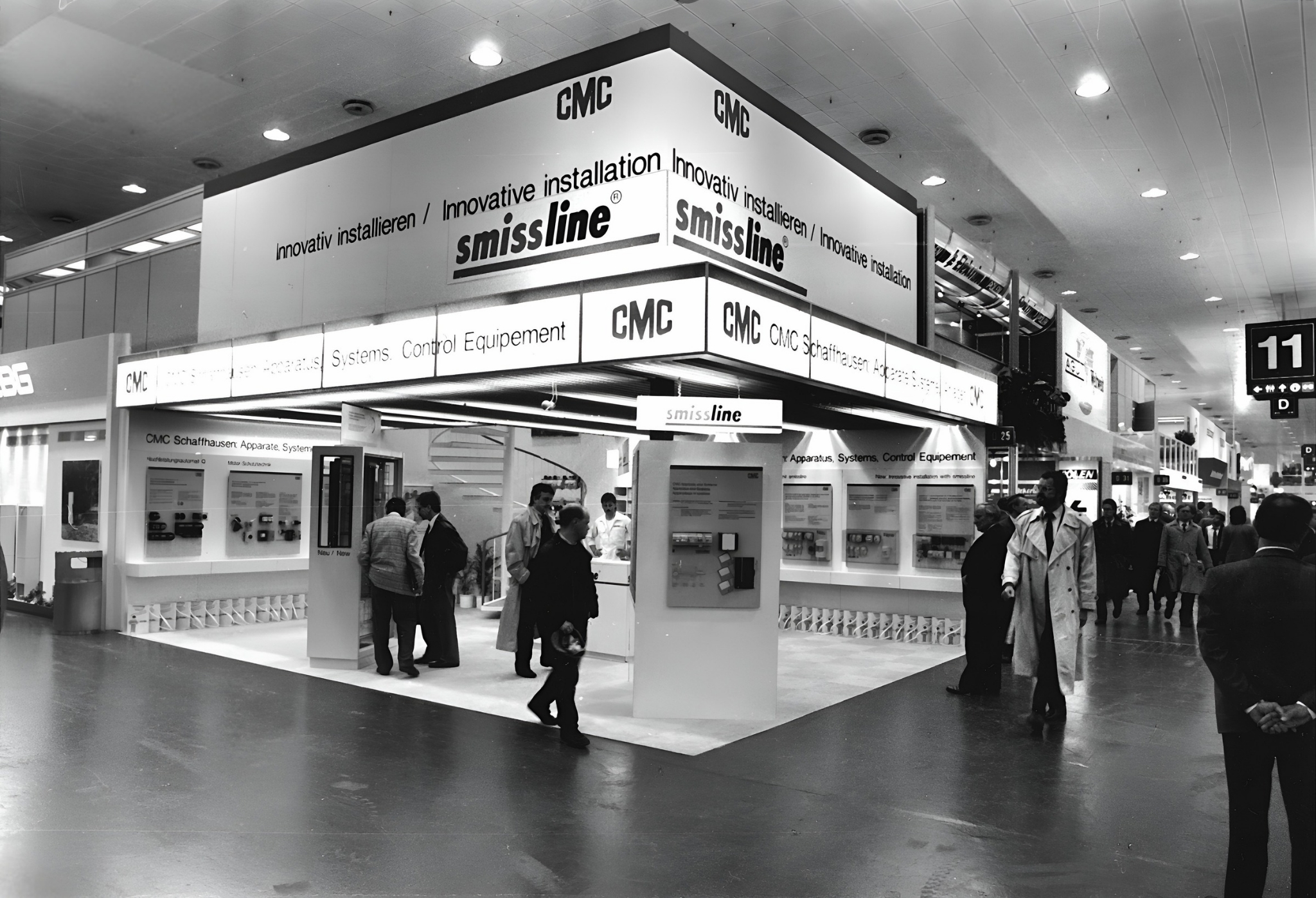
SMISSLINE bei der Ineltec (1989)

1992 erfolgte die Integration der damaligen CMC in die ABB Schweiz AG. 1997 wurde eine Verkaufsorganisation gegründet und die ebenfalls von ABB übernommene MDRC-Produktion von Busch-Jaeger in die CMC integriert. 2004 wurde der Schalter- und Steckdosenhersteller Levy Fils übernommen.
Heute ist die ehemalige CMC in Schaffhausen einer von acht Produktions- und Engineering-Standorten des Technologiekonzerns ABB in der Schweiz. Der Standort ist spezialisiert auf die Entwicklung und Herstellung von Niederspannungsprodukten zum Schutz von Personen, Leitungen und Geräten.

## Studie zur Regulierung des Untersees und des Hochrheins
Das Unternehmen widmete sich ab 1922 auf eigene Kosten der Regulierung des Untersees und des Hochrheins zwischen Konstanz und Schaffhausen.
Ausgehend vom Projekt Legler von Gottlieb Heinrich Legler aus dem Jahre 1891 sowie der Studie von Steiger aus dem Jahre 1902 wurde Carl Maiers Bruder Erwin Maier die Erarbeitung einer Studie zur Regulierung des Untersees und des Hochrheins zwischen Konstanz und Schaffhausen übertragen, die 1924 veröffentlicht und unter dem Namen Projekt Gebrüder Maier bekannt wurde.

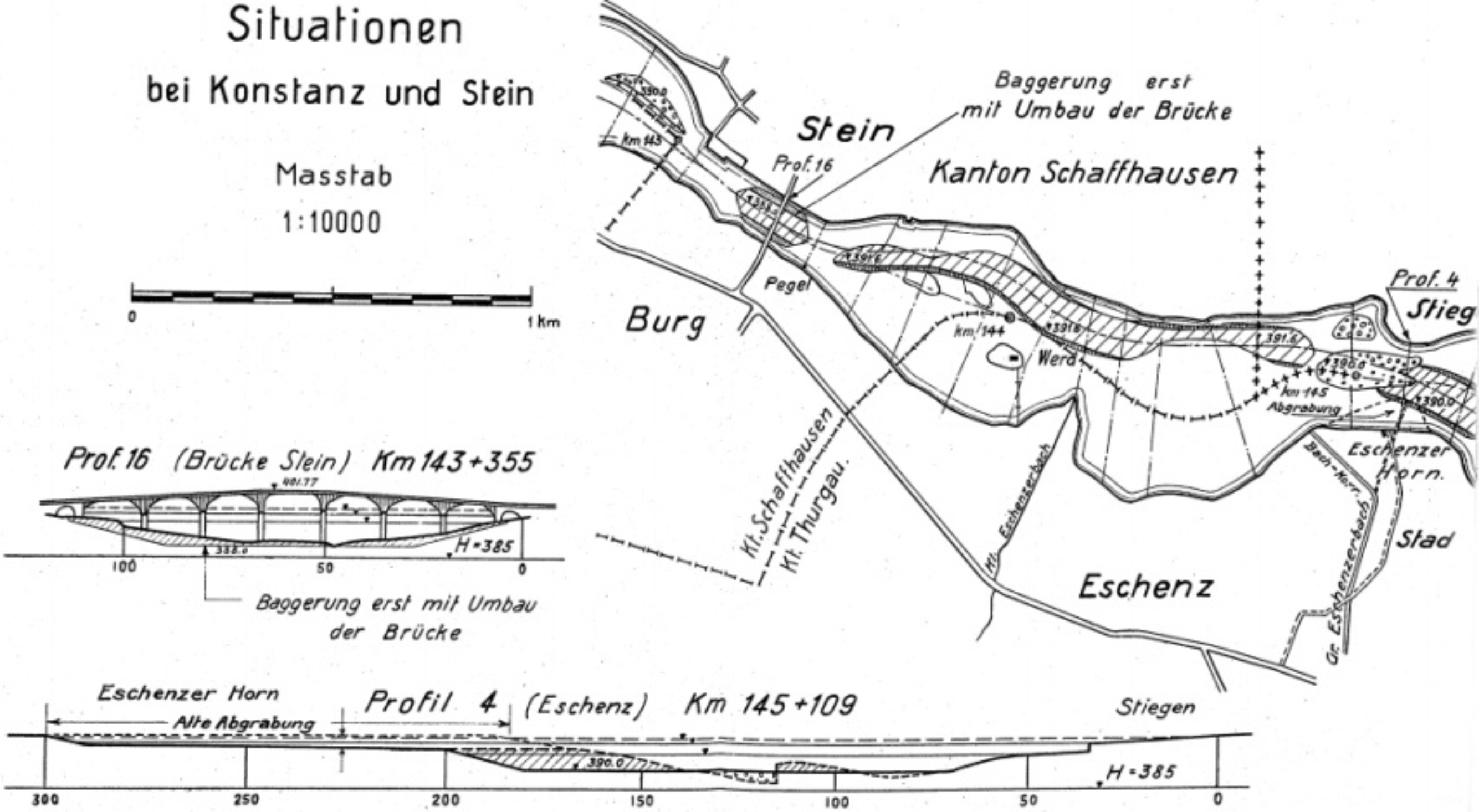
Studie zur Bodensee-Regulierung (Maier und Maier, 1924)

Sie hatte eine Ausbaggerung des Seerheins und des Rheins von Eschenz bis Schaffhausen und den Bau eines Regulierwehrs mit Kraftwerk, einer Schiffschleuse bei Rheinklingen sowie eines Regulierwehrs bei Flurlingen vorgesehen. Die Massnahmen sollten dazu dienen, die Überschwemmungsgefahr zu mindern, die Rheinschifffahrt auf der Strecke zwischen Bodensee und Schaffhausen zu ermöglichen und den Bodensee als Speicher für die Kraftwerke am Oberrhein zu nutzen.

## LOGA-Rechenscheibe
Neben der Herstellung und dem Vertrieb elektrotechnischer Produkte fertigte das Unternehmen um 1960 die LOGA-Rechenscheibe (auch Schieber für Motoren) für Dreiphasen-Asynchron-Motoren.
Die Rechenscheibe aus Aluminium verfügt auf der Vorderseite über verschiebbare Fenster, über welche die Leistung bei gegebener Drehzahl eingestellt wird. An einer Doppelskala im oberen Bereich können der Nennstrom bei gegebener Spannung sowie die Scheinleistung abgelesen werden. Auf der Rückseite befinden sich Tabellen für Motorschutzschalter. Die Beschriftung ist in Deutsch und Französisch gehalten.

## Nationale und internationale Patente (Auswahl)
- Schalteinrichtung für Drehstrommotoren (1928)[19]
- Fehlerstromschutzschalter (1979)[20]
- Niederspannungsverteilung (1986)[21]

Im Namen der CMC Carl Maier + Cie AG wurden bis zum Jahre 2001 mehrere Dutzend weiterer Patente angemeldet.

## Auszeichnungen (Auswahl)
Die CMC Carl Maier + Cie. AG wurde 1988 für das Schutz-und-Schaltgeräte-System SMISSLINE und 1992 für den Sicherheits-Zwischenstecker SIDOS mit dem iF product design award ausgezeichnet.
2010 wurde die ABB Schweiz AG (CMC) für ihre innovative ferngesteuerte Schalteinheit S800-RSU mit dem renommierten Intersolar AWARD im Bereich Photovoltaik ausgezeichnet.

## Bekannte Mitarbeiter (Auswahl)
- Meta Antenen (* 1949), Sportlerin und Hochbauzeichnerin, im Unternehmen: Technische Zeichnerin[26]